# 阿爾特魏爾格拉本河 (勞本策德爾米爾巴赫河支流)
49°09′17″N 10°46′13″E / 49.15481°N 10.77017°E
阿爾特魏爾格拉本河（德語：Altweihergraben），是德國的河流，位於該國東南部，由巴伐利亞負責管轄，屬於勞本策德爾米爾巴赫河的右支流，河道全長1.6公里。